# زهرة شرايبر
زهرة شرايبر (بالإنجليزية: Zahra Schreiber)‏ هي مصارعة محترفة أمريكية، ولدت في 18 أبريل 1988 في تشارلوت في الولايات المتحدة.